# Alexandre Louis Lion
Pour les articles homonymes, voir Lion (homonymie).
Alexandre Louis Lion, né le 21 février 1823 à Anvers et mort le 4 mars 1852 à Bruxelles, est un peintre et un graveur belge, connu pour ses scènes de genre, ses peintures d'histoire et de paysages.
Durant sa brève carrière, il expose à six salons triennaux belges et à une exposition à Amsterdam des œuvres marquées par la richesse de la lumière.

## Biographie

### Famille
Alexandre Louis (Alexander Ludovicus) Lion, né à Anvers section 4, no 869, le 21 février 1823, est le fils de Joachim Louis Lion (1784), employé aux droits intérieurs et accises (1823), puis fabricant de lainages (1834), natif d'Arendonk, et d'Anne Catherine Van Vaerenbergh (1802-1883), native d'Anvers, où ils se sont mariés le 22 mai 1822. Son frère Alois Stanislas (1834-1857) est également artiste peintre.

### Formation
Après avoir suivi les cours de l'Académie royale des beaux-arts d'Anvers, Alexandre Lion devient, peu avant 1845, l'élève du peintre Eugène de Block, dont il reste un disciple consciencieux. Il étudie la technique de l'eau forte auprès de Joseph Linnig,.

### Carrière
Durant sa courte carrière, il participe à six salons triennaux belges de 1842 à 1851. Son premier envoi est une scène de genre intitulée Le Vieux cordonnier amoureux au Salon de Bruxelles de 1842. En 1848, il quitte Anvers avec son frère afin de s'installer à Bruxelles.
Alexandre Louis Lion meurt, célibataire, après une longue et pénible maladie, à l'âge de 29 ans, rue de Malines, no 11, dans sa demeure à Bruxelles, le 4 mars 1852. Cinq jours plus tard, un service funèbre est célébré dans l'église de église Notre-Dame du Finistère, en présence de l'élite des peintres belges, avant son inhumation à Saint-Josse-ten-Noode,.

## Œuvre

### Réception critique

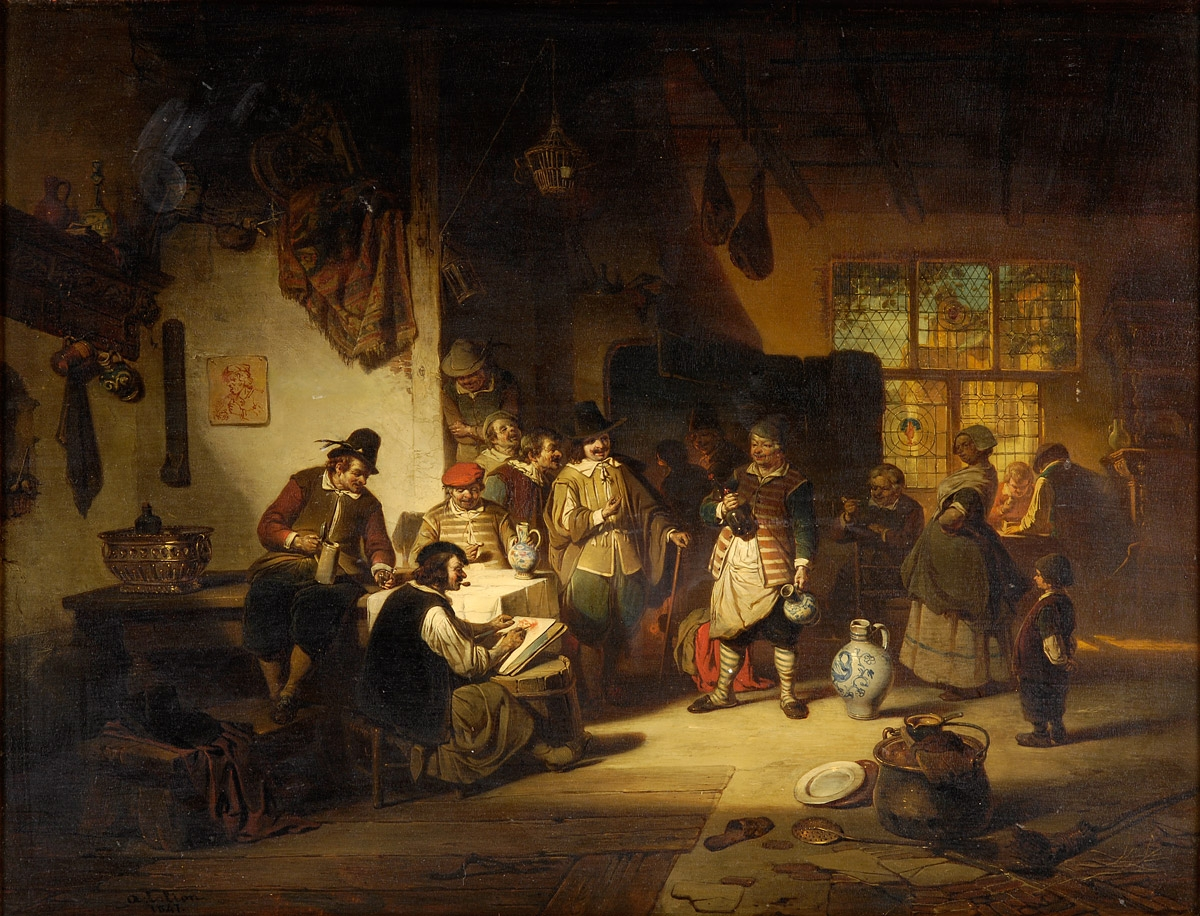
Un intérieur de taverne (1847), vendu aux enchères à Düsseldorf.

Selon Max Rooses, la carrière d'Alexandre Louis Lion s'avérait très prometteuse. Sa famille conserve deux œuvres de l'artiste. Vieille femme dans un intérieur, l'une de ses premières toiles, réalisée en 1843, et Conférence entre les comtes d'Egmont et de Hornes dans une salle de l'hôtel de ville d'Audenarde, datée de 1851 et que le peintre avait fait graver et publier sous le titre de Le Droit et la force, scène du XVIe siècle dans la ville d'Audenarde. Ces deux tableaux sont remarquables. Le premier d'un ton plus doré, d'une lumière plus chaude et plus franche. Le second est dans un jour plus tempéré et d'une grande finesse de tons et d'harmonie. Alexandre Lion se préoccupe de la lumière qu'il parvient à nuancer à l'infini. Dans le coloris, il recherche surtout les tons mitigés et rares, séduisant l'œil par leur délicatesse et leur distinction. Comme facture, il se rapproche de la seconde manière de Leys, dont il n'a pas les tons flamboyants, mais ses rares tableaux en rappellent la gamme assourdie, les œuvres harmonieuses de couleur et saturées de lumière. Outre la gravure citée plus haut, on connaît de Lion deux eaux-fortes.
En publiant, en 1852, sa nécrologie, le Journal de la Belgique souligne le talent de ce jeune peintre plein de cœur et de dévouement dont il avait fait preuve aux derniers salons d'Anvers et de Bruxelles et qui lui avait assuré un rang distingué parmi les peintres de genre. Sa dernière œuvre, Une gilde au Franc de Bruges a été acquise l'an dernier, avant l'ouverture même de l'exposition par la commission directrice comme une des productions les plus franches et les plus originales de l'école d'Anvers. Les amis du peintre ont eu l'idée de faire graver ce tableau à l'eau-forte, au profit d'une souscription spontanément ouverte par eux, chez M. Vanderkoolk, aux galeries Saint-Hubert, à l'effet de couvrir les frais de la longue et pénible maladie qui a enlevé l'artiste au début de sa carrière, et d'aider sa famille, dont il était le soutien, à supporter les frais des funérailles.

### Expositions

#### Salons triennaux belges
- Salon de Bruxelles de 1842 : Le Vieux cordonnier amoureux[6].
- Salon de Bruxelles de 1845 : La Fête de Saint-Pierre aux environs d'Anvers[7].
- Salon d'Anvers de 1846 : Le Café[8].
- Salon de Bruxelles de 1848 : Un déménagement villageois (acquis pour la tombola)[9].
- Salon d'Anvers de 1849 : La Fenaison[10].
- Salon de Bruxelles de 1851 : La Réunion d'une confrérie à la salle du Franc à Bruges (acquis pour la tombola)[11].

#### Exposition aux Pays-Bas
- Exposition des maîtres vivants à Amsterdam en 1848 : Un intérieur du XVIIe siècle avec figures[12].

### Catalogue d'œuvres en 1896
Lors de la vente publique organisée par la galerie Saint-Luc à Bruxelles du 25 au 28 mars 1896, les dix-huit œuvres suivantes d'Alexandre Louis Lion figurent dans le catalogue :
- Conférence entre les comtes d'Egmont et de Hornes dans une salle de l'hôtel de ville d'Audenarde, trois personnages ; à gauche portrait en pied de Charles-Quint, format 68 × 54 cm.
- Le Jour des servantes au Dam à Anvers ; épisode de carnaval avec char burlesque, format 40 × 53 cm.
- Cour d'habitation rustique, étude, format 32 × 46 cm.
- Une noce sortant de l'église Saint-Paul ; le garde-champêtre est au bas des degrés, format 32 × 42 cm
- Intérieur d'habitation, étude, format 28 × 35 cm.
- Intérieur d'habitation rustique, étude, format 32 × 39 cm.
- La Gardienne d'un manoir surprenant une conversation amoureuse par une fenêtre ouverte, format 46 × 37 cm.
- Intérieur d'une maison, étude, format 31 × 44 cm.
- Une enfilade d'appartements, format 18 × 15 cm.
- Intérieur d'habitation rustique, format 24 × 30 cm.
- Chaumière au bord d'une route sablonneuse, format 28 × 39 cm.
- Les Faneuses ramenant la dernière charretée de foin, format 16 × 22 cm.
- Intérieur de ferme, format 36 × 29 cm.
- Château de Gallifort : paysans et étang aux cygnes, format 29 × 39 cm.
- Étude de la conférence des comtes d'Egmont et de Hornes, format 22 × 19 cm.
- Paysage aux environs de Ganshoren ; dans le lointain les tours de Sainte-Gudule et le beffroi de Bruxelles, sur le devant deux moulins à vent, étude, format 29 × 36 cm.
- Intérieur d'une chambre à coucher dans une ferme, étude, format 24 × 35 cm.
- Le Messager, format 51 × 63 cm.

### Biographie
- Max Rooses, « Alexandre Louis Lion », Biographie nationale,‎ 1893, p. 231-232 (lire en ligne, consulté le 19 novembre 2024).